# Scopula coniargyris
Scopula coniargyris là một loài bướm đêm trong họ Geometridae.